# Johann Simons Erben
Johann Simons Erben war eine Seidenweberei, die eine zentrale Rolle bei der Entwicklung der Textilindustrie in Wuppertal spielte.

## Geschichte

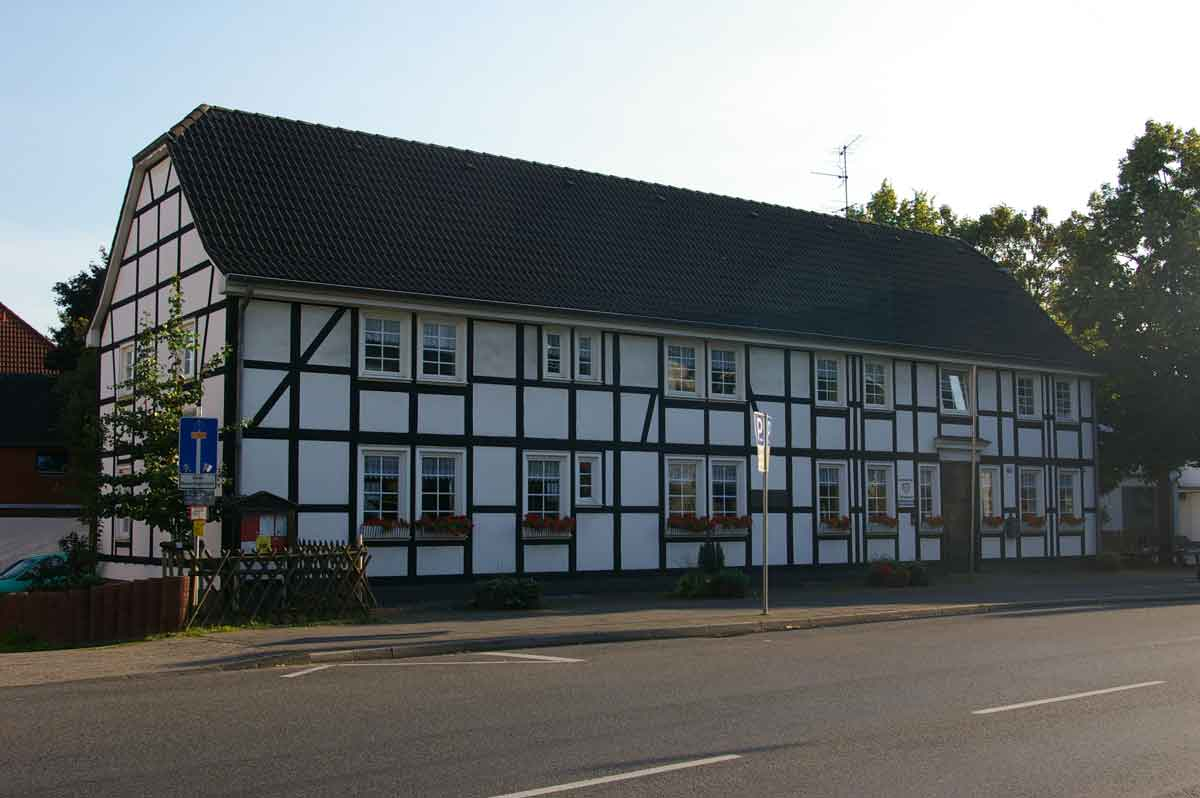
Übernommener Arbeitsraum der ehemaligen Weberei Theis, heute AWO-Altentagesstätte.

Das Unternehmen geht auf Johann Simons (1735–1789) zurück, der ursprünglich aus Randerath stammte. Er begründete 1760 in Elberfeld, einem heutigen Stadtteil von Wuppertal, die dortige Industrie der Seidenweberei. Nach seinem Tod führten seine Erben (Benjamin Simons (1764–1822), Johann Simons jr. (1771–1817, ab 1798 Teilhaber) und Winand Simons) das Unternehmen weiter. Von 1789 bis ca. 1807 trug das Unternehmen den Namen Joh. Simons seel. Erben, von ca. 1808 bis ca. 1819 Gebrüder Simons. Unter dem Namen Johann Simons Erben war das Unternehmen am erfolgreichsten. 1828 trat Friedrich Wilhelm Simons-Köhler in das Unternehmen ein, unter dessen Leitung die Seidenweberei erheblich expandierte. Um die 1850er Jahr beschäftigte das Unternehmen über 2000 Mitarbeitende. Johann Simons Erben war zeitweise das größte Unternehmen der Stadt. Nach dem Konkurs der Weberei Theis im Jahre 1874 übernahm Johann Simons Erben dessen Arbeitsraum, das Fachwerkhaus an der Kölner Straße in Langenfeld. 1931 wurde das Unternehmen von Becker & Bernhard (B&B) übernommen.

## Mit dem Unternehmen verbundene Personen
- Albert Beil
- Heinrich Feldmann-Simons
- Adolf Schults
- Louis Simons
- Friedrich Storck